# Häxjakten i Navarra 1525–1526
Häxjakten i Navarra 1525–1526 ägde rum i Pyrenéerna i den spanska delen av Navarra mellan 1525 och 1526. 
Den spelade en viktig roll i hur man hanterade häxprocesser i Spanien och den spanska inkvisitionens attityd till dessa, och blev ett precedensfall som resulterade i att inkvisitionen utfärdade ett regelverk för hur häxprocesser skulle utföras i Spanien.  Efter 1526 förekom bara fem häxprocesser, utan några avrättningar, i Navarra på femtio år: Inkvisitionens häxprocess i Salazar 1539–40 resulterade i olika borgöringsstraff för omkring femtio personer, men ingen avrättades förrän under häxjakten i Navarra (1575–1576).